# 新琴似駅
新琴似駅（しんことにえき）は、北海道札幌市北区新琴似8条1丁目にある北海道旅客鉄道（JR北海道）札沼線（学園都市線）の駅である。駅番号はG05。電報略号はコニ。事務管理コードは▲130201。
札沼線は桑園駅から当駅までが高架区間、次の太平駅から終点の北海道医療大学駅まで地上区間となる。
なお、本稿では当駅に隣接して設置されていた札幌市電鉄北線新琴似駅前停留場（しんことにえきまえていりゅうじょう）についても述べる。

## 歴史

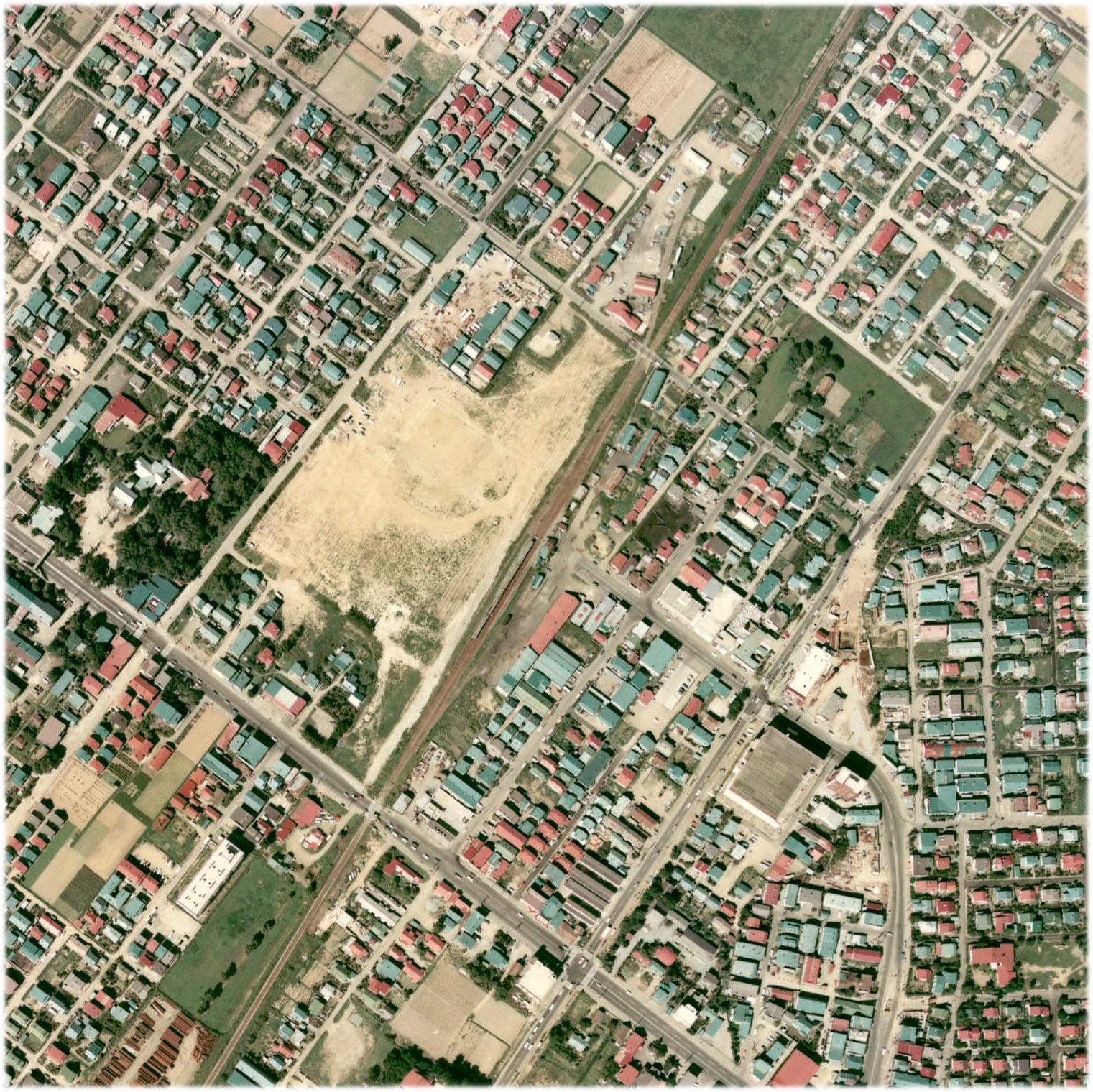
1976年、地上駅時代の新琴似駅と周囲約750m範囲。下が札幌方面。相対式ホーム2面2線、少し離れた外側に留置線とそこから北側の民有地へ引込み線。この引込み線は中小の石油・ガス燃料会社用専用線。

### JR北海道
当駅の設置は1923年（大正12年）5月に札沼線の工事実測に先立ち、当時新琴似の住民自治を行っていた「新琴似兵村部落会」が旭川建設事務所宛てに停車場設置請願を起こしたことに始まる。
この時、部落会では新琴似の中心となっていた新琴似四番通り（現：北海道道865号樽川篠路線の一部）の東端を部落会で無償提供する代わりに駅ホームを線路北側に設置するよう要望したが、1929年（昭和4年）3月に、駅の位置は部落会の意に反し、いったん現在地から1kmほど桑園方（桑園起点4.5km地点、新琴似二番通り）が選定されることとなった。
これにより新琴似が所在する琴似村（当時）では村長名で四番通り側に駅を設置するよう意見書を提出したほか、住民内でも四番通り側と二番通り側とで駅設置位置を巡って対立が発生したが、最終的に四番通り側が用地を寄付することの申し出、琴似村長らによる運動が実り、新琴似四番通り側の現在地に設置されることとなった。しかし、ホームは南側の茨戸街道側に設置され、この点については不満を残す形となった。

### 年表
- 1934年（昭和9年）11月20日：国有鉄道札沼南線桑園駅 - 石狩当別駅（現・当別駅）間の開通に伴い、同線の駅として開業[4]。一般駅[5]。
- 1935年（昭和10年）10月3日：石狩当別駅 - 浦臼駅間の延伸開業[報道 1]に伴い、札沼南線が札沼北線と統合し、札沼線に改称。
- 1949年（昭和24年）6月1日：日本国有鉄道法施行に伴い、日本国有鉄道（国鉄）に継承。
- 1953年（昭和28年）10月：駅舎増改築[6]。
- 1954年（昭和29年）8月：乗降場を100m延伸[6]。
- 1979年（昭和54年）2月1日：貨物取扱い廃止[5][6]。見返りとして構内を跨ぎ駅待合室に直結する陸橋を建設、下り乗降場を25m、上り乗降場を50m延伸し、上りホームに鉄骨上屋20mを新設[6]。
- 1984年（昭和59年）
  - 2月1日：荷物取扱い廃止[5]。
  - 4月1日：同日付で駅長の配置を終了し、桑園駅駅長の管理下に置かれる。営業事務は日本交通観光社に委託する業務委託駅となる[6][新聞 1]。
- 1981年（昭和56年） - 1985年（昭和60年）：この間、ホーム南寄りに跨線橋設置。
- 1987年（昭和62年）4月1日：国鉄分割民営化に伴い、JR北海道の駅となる[7]。
- 1988年（昭和63年）
  - 4月1日：業務委託駅から直営駅になる[新聞 2]。
  - 11月：交換設備に安全側線を設置し、交換列車の同時進入を可能とする[8]。
- 1991年（平成3年）3月16日：札沼線に「学園都市線」の愛称を設定[報道 1][報道 2][9]。
- 1999年（平成11年）8月22日：札沼線（学園都市線）の新川駅 - 当駅間および当駅 - 太平駅間の一部が高架化。これに伴い、高架駅となる[9]。
- 2000年（平成12年）
  - 3月11日：新駅舎完成[10]。札沼線（学園都市線）のうち、当駅を含む八軒駅 - 太平駅間に現下り線が増設され複線化[報道 1][報道 2][9]。自動改札機を設置し、供用開始[10]。
  - 月日不詳：札沼線（学園都市線）のうち、当駅を含む桑園駅 - 石狩月形駅間に自動進路制御装置 (PRC) 導入[11]。
- 2006年（平成18年）1月：自動列車案内装置導入。同時に、電光掲示板が方向別の液晶ディスプレイとなる。
- 2007年（平成19年）10月1日：駅番号設定（G05）[報道 3]。
- 2008年（平成20年）
  - 10月25日：ICカード「Kitaca」使用開始[報道 4]。
  - 11月1日：長時間運転を見合わせる事象が発生した場合、JRの乗車券所持者に札幌市営地下鉄の乗車券を配布する代替輸送を開始。札沼線では当駅で地下鉄南北線麻生駅からの乗車券を配布[報道 5]。
- 2012年（平成24年）6月1日：札沼線（学園都市線）のうち、当駅を含む桑園駅 - 北海道医療大学駅間が電化（交流20,000V・50Hz）[報道 6][報道 7]。

### 札幌市電（新琴似駅前停留場）
かつて駅東南約300mに設置されていた札幌市電鉄北線（てつほくせん）の終点であった。
鉄北線は1952年（昭和27年）に北24条までの延伸が完成していたが、昭和30年代に入り新琴似地区をはじめとする札幌市北部の宅地化が進み、3回に分けて新琴似駅前まで延伸が行われた。特に北27条から先の延伸については、市が道幅を理由に渋った際には土地所有者が無償提供を申し出たほどであった。しかし、地下鉄南北線が北24条まで開通し鉄北線が孤立路線となると、住民からは北24条駅での乗換ではなく、地下鉄の延長を求める声が高まり、麻生駅への延伸（1978年）が決定した翌年の1974年（昭和49年）に市電は廃止された。
- 1964年（昭和39年）12月1日：札幌市電鉄北線麻生町 - 新琴似駅前間の開通に伴い、新琴似駅前停留場が開業。この時点では非電化であり、路面ディーゼルカーが投入された[12][新聞 3]。
- 1967年（昭和42年）11月1日：鉄北線 北33条 - 新琴似間が電化（直流600V）。
- 1969年（昭和44年）1月11日：新琴似連合町内会長名で札幌市議会宛てに、市電を屯田・石狩町方面へ延伸するよう陳情[14]。
- 1971年（昭和46年）12月16日：札幌市営地下鉄南北線北24条駅延伸に伴い、鉄北線の北24条以南が廃止[12]。
- 1974年（昭和49年）5月1日：前日の営業をもって札幌市電鉄北線北24条 - 新琴似駅前間廃線。新琴似駅前停留場廃止[12]。

## 駅構造
相対式ホーム2面2線を有する高架駅。ホームへは階段・エレベータの他に、上下両方向のエスカレーターが設置されている。
2012年5月31日までは八軒駅・新川駅と並び、非電化・高架・複線という珍しい構造の駅だった。高架化工事中、当駅周辺では一時的に線路を（複線のまま）元の路盤よりも更に北西側（現下り線の更に外側）に振った。現駅舎は旧駅のほぼ真上に構築された。
桑園駅管理の業務委託駅（北海道ジェイ・アール・サービスネットが受託）。みどりの窓口・自動券売機・話せる券売機・自動改札機・ICカードチャージ機・セブン-イレブン（北海道キヨスク運営、サンクスから転換）設置。待合室にはパン専門店ベーカリーベル新琴似店（日曜定休）がある。

### のりば
| 番線 | 路線                  | 方向 | 行先                     |
| ---- | --------------------- | ---- | ------------------------ |
| 1    | ■札沼線（学園都市線） | 上り | 桑園・札幌方面           |
| 2    | ■札沼線（学園都市線） | 下り | あいの里教育大・当別方面 |

（出典：JR北海道：駅の情報検索）

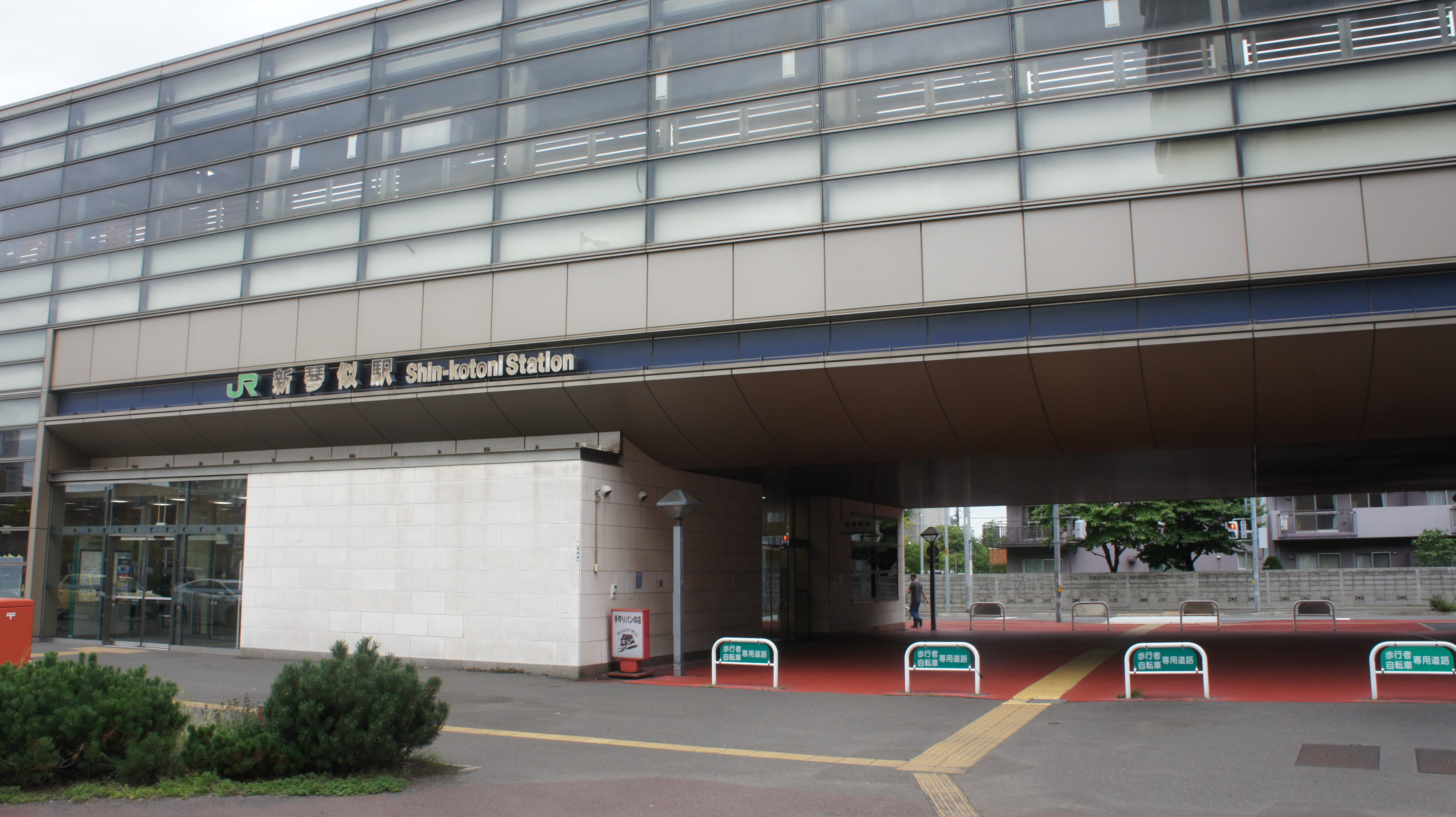
駅出入口（2018年8月）
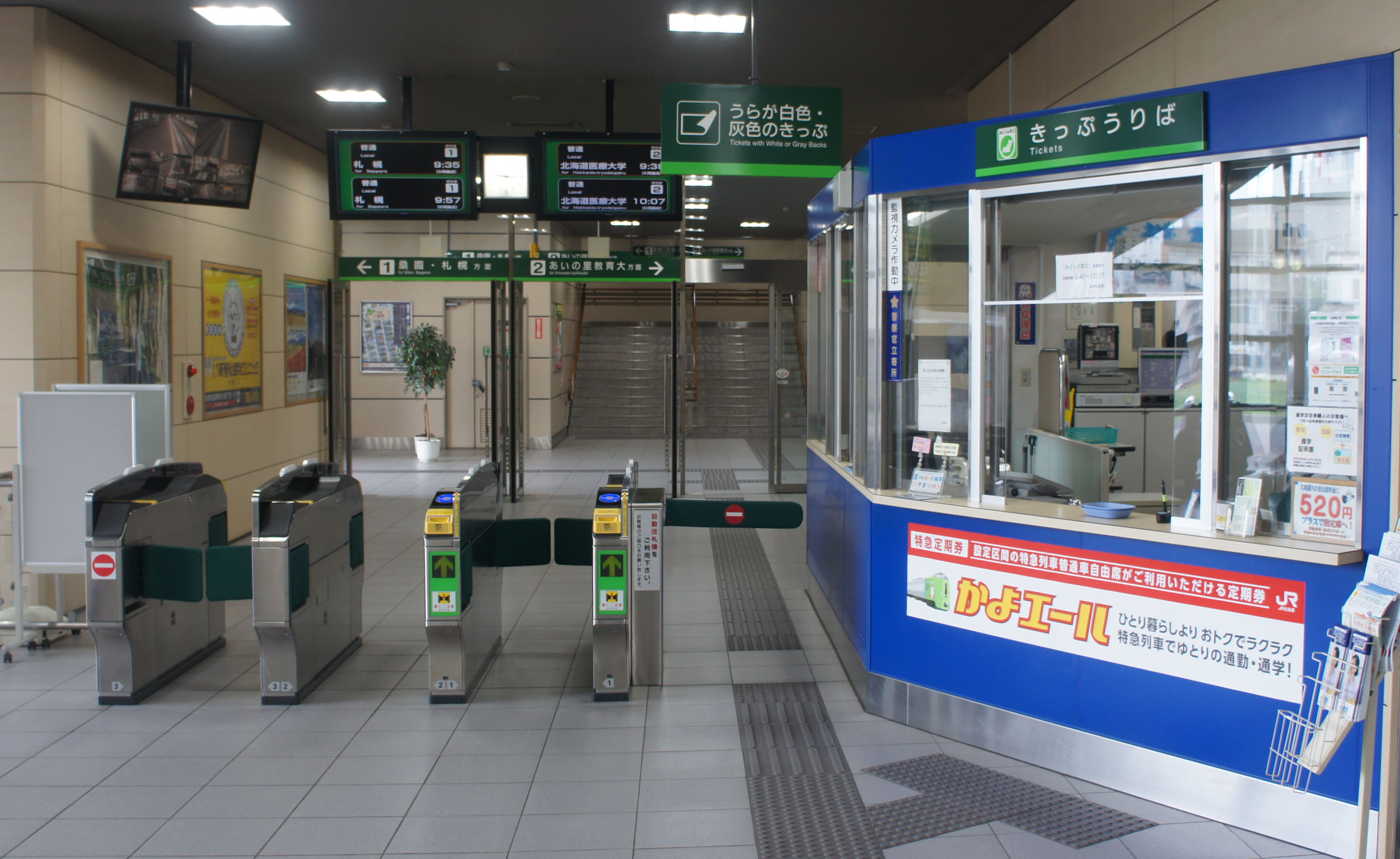
改札口（2018年8月）
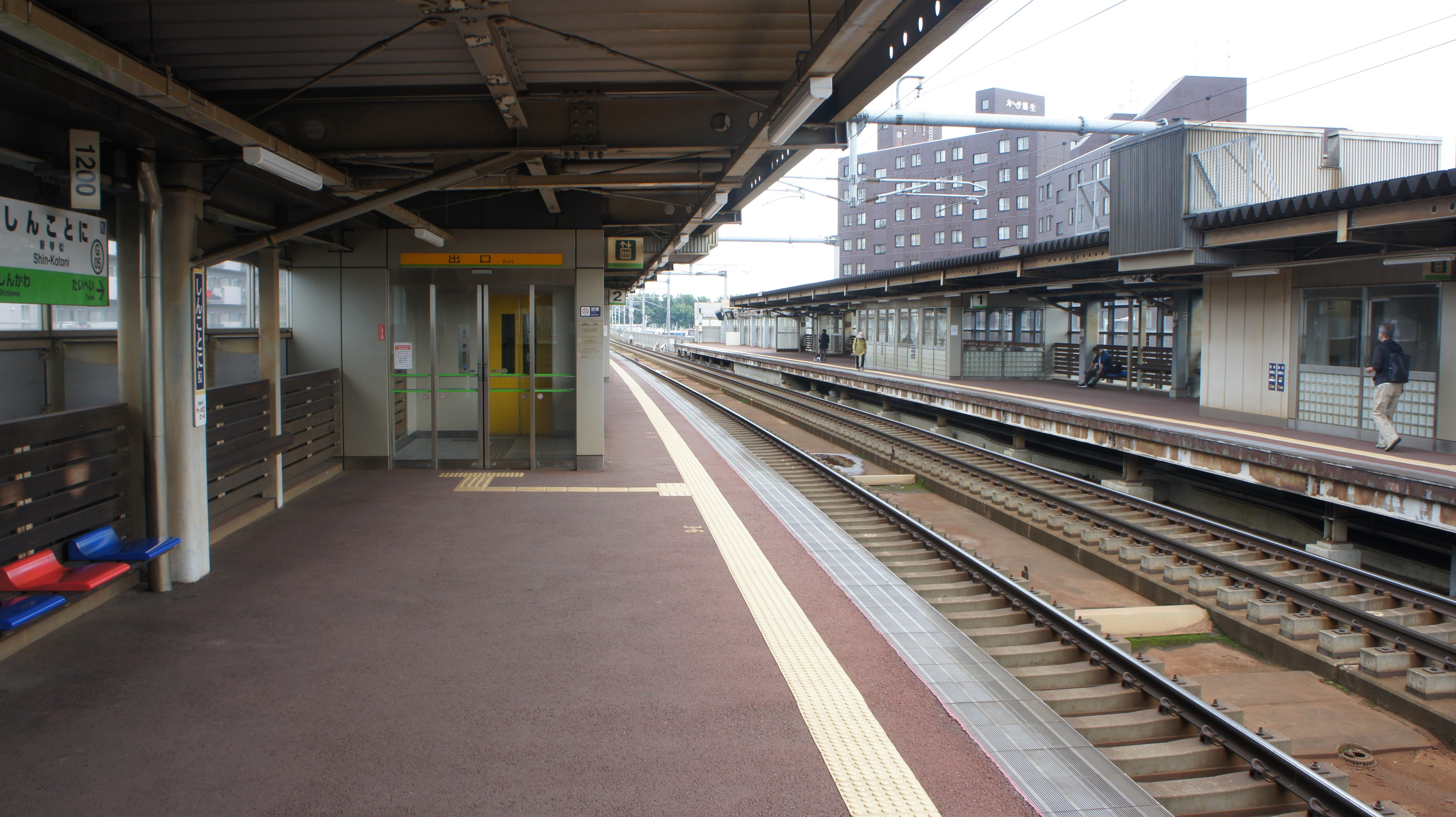
ホーム（2018年8月）
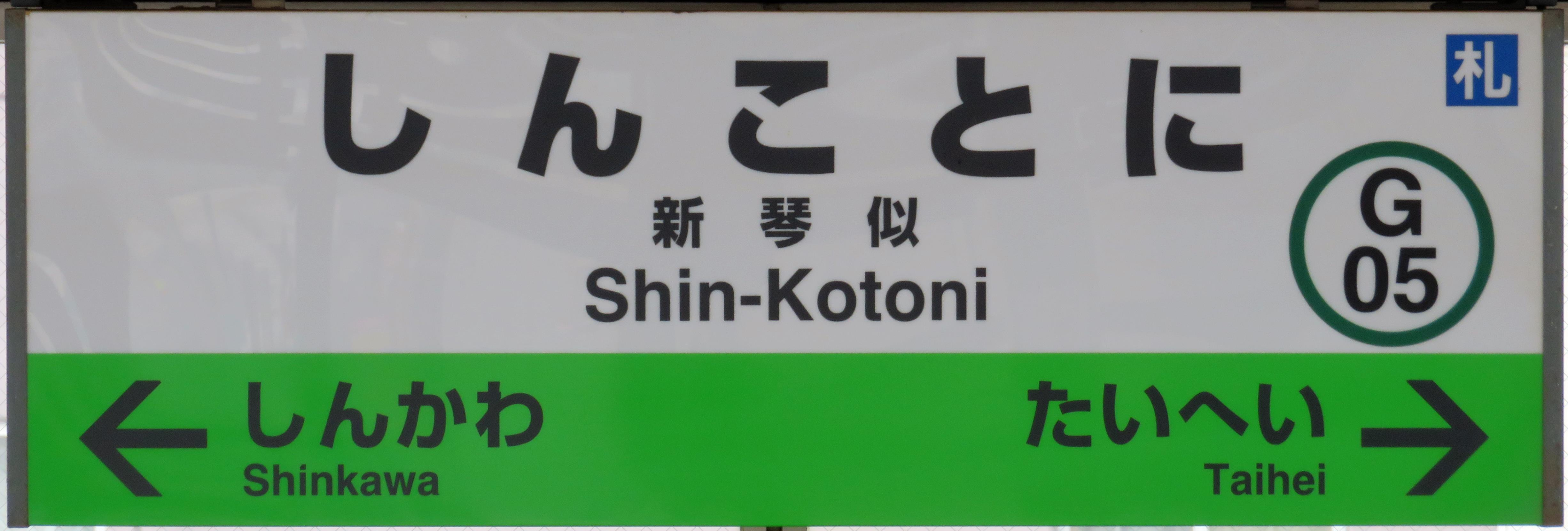
駅名標（2017年2月）

## 利用状況

### 旅客
乗車人員の推移は以下の通り。年間の値のみ判明している年度は日数割で算出した参考値を括弧書きで示す。出典が「乗降人員」となっているものについては1/2とした値を括弧書きで乗車人員の欄に示し、備考欄で元の値を示す。
戦後は競合する市電の延伸・廃止、地下鉄の延伸で増減を繰り返し、昭和50年代半ば以降は、市街化や札沼線自体の利用増加により利用客を増やしていった。
| 年度               | 乗車人員（人） | 乗車人員（人） | 出典    | 備考                                                 |
| 年度               | 年間           | 1日平均        | 出典    | 備考                                                 |
| ------------------ | -------------- | -------------- | ------- | ---------------------------------------------------- |
| 1934年（昭和09年） | 15,033         | (41.2)         | [ 15 ]  | 開業初年度                                           |
| 1945年（昭和20年） | 150,653        | (412.7)        | [ 6 ]   |                                                      |
| 1950年（昭和25年） | 115,146        | (315.5)        | [ 6 ]   |                                                      |
| 1955年（昭和30年） | 114,373        | (312.5)        | [ 6 ]   |                                                      |
| 1960年（昭和35年） | 86,282         | (236.4)        | [ 6 ]   | 駅勢圏人口は増加したが市電・バス網の充実により減少。 |
| 1962年（昭和37年） | 65,000         | (178.1)        | [ 6 ]   | 千人未満不明。同年市電麻生延伸。利用客が転移。       |
| 1965年（昭和40年） | 107,008        | (293.2)        | [ 6 ]   | 前年に市電を駅前まで延伸したため利用増。             |
| 1970年（昭和45年） | 249,848        | (684.5)        | [ 6 ]   |                                                      |
| 1975年（昭和50年） | 304,096        | (830.9)        | [ 6 ]   | 前年に市電鉄北線廃止。                               |
| 1976年（昭和51年） | 342,659        | (938.8)        | [ 6 ]   |                                                      |
| 1977年（昭和52年） | 307,431        | (842.3)        | [ 6 ]   |                                                      |
| 1978年（昭和53年） | 236,240        | (647.2)        | [ 6 ]   | 同年3月に地下鉄南北線麻生延伸。大幅に利用減。        |
| 1979年（昭和54年） | 250,919        | (685.6)        | [ 6 ]   |                                                      |
| 1980年（昭和55年） | 279,145        | (764.8)        | [ 6 ]   | 同年から翌々年にかけて駅北側にマンション建設。       |
| 1981年（昭和56年） | 281,651        | (771.6)        | [ 6 ]   | 同年に東日本学園大学が当別町に移転。                 |
| 1982年（昭和57年） | 310,331        | (850.2)        | [ 6 ]   |                                                      |
| 1983年（昭和58年） | 314,563        | (859.5)        | [ 6 ]   |                                                      |
| 1984年（昭和59年） | 324,901        | (890.1)        | [ 6 ]   |                                                      |
| 1990年（平成02年） |                | 1,605          | [ * 2 ] |                                                      |
| 1995年（平成07年） |                | 2,509          | [ * 2 ] |                                                      |
| 2000年（平成12年） |                | 2,951          | [ * 2 ] |                                                      |
| 2001年（平成13年） |                | 3,002          | [ * 3 ] |                                                      |
| 2002年（平成14年） |                | 2,915          | [ * 4 ] |                                                      |
| 2003年（平成15年） |                | 2,994          | [ * 4 ] |                                                      |
| 2004年（平成16年） |                | 2,990          | [ * 2 ] |                                                      |
| 2005年（平成17年） |                | 3,103          | [ * 2 ] |                                                      |
| 2006年（平成18年） |                | 3,227          | [ * 2 ] |                                                      |
| 2007年（平成19年） |                | 3,238          | [ * 2 ] |                                                      |
| 2008年（平成20年） |                | 3,306          | [ * 2 ] |                                                      |
| 2009年（平成21年） |                | 3,356          | [ * 2 ] |                                                      |
| 2010年（平成22年） |                | 3,382          | [ * 2 ] |                                                      |
| 2011年（平成23年） |                | 3,457          | [ * 2 ] |                                                      |
| 2012年（平成24年） |                | 3,524          | [ * 2 ] |                                                      |
| 2013年（平成25年） |                | 3,664          | [ * 2 ] |                                                      |
| 2014年（平成26年） |                | 3,738          | [ * 2 ] |                                                      |
| 2015年（平成27年） |                | 3,837          | [ * 2 ] |                                                      |
| 2016年（平成28年） |                | 3,968          | [ * 2 ] |                                                      |
| 2017年（平成29年） |                | 4,097          | [ * 2 ] |                                                      |
| 2018年（平成30年） |                | 4,100          | [ * 2 ] |                                                      |
| 2019年（令和元年） |                | 4,079          | [ * 5 ] |                                                      |
| 2020年（令和02年） |                | 2,965          | [ * 5 ] |                                                      |
| 2021年（令和03年） |                | 3,086          | [ * 6 ] |                                                      |
| 2022年（令和04年） |                | 3,306          | [ * 1 ] |                                                      |

### 貨物
開業当初は到着貨物として付近の帝国製麻会社の工場へ納入される亜麻茎、発送貨物としては当地の農産品であるエンバク（軍馬の飼料として陸軍糧秣廠に納入）や新琴似大根などがあったが、これらは第二次大戦後、それぞれ化学繊維の進出による工場閉鎖、終戦によるエンバクの作付中止、周辺宅地化による大根の作付減少によって自然消滅した。
一方で、1954年（昭和29年）に駅北側に不燃建材を生産する工場が開設され、岩戸景気下で空前の発送貨物を記録したが、その後生産が下火となり1973年（昭和48年）に工場が長沼町に移転したため、新琴似発送の貨物は激減した。
札沼線他駅と同様、1979年（昭和54年）に貨物の取り扱いは終了した。

## 駅周辺
東口は南東に約500メートル離れた麻生駅を中心とした麻生地区の外れにあり、その位置関係の微妙さから、一部の乗り換え需要を除けば人の流れを引き付ける求心力は乏しかった。一方、西口はかつての新琴似兵村の中心であり、西5丁目樽川通沿いを中心に体育館や図書館等の公共施設が立ち並び、商業施設が集積する麻生地区とは別の拠点を形成している。複線電化完成後、駅周辺には大小のマンションが集積し、地下鉄とは競合しない利用者層が目立ち出している。
- 札幌市営地下鉄南北線麻生駅（麻生バスターミナル併設）
- 国道231号
- 北海道道277号琴似停車場新琴似線（琴似栄町通）
- 北海道道431号丘珠空港線・丘珠空港通
- 北海道道865号樽川篠路線・西5丁目樽川通
- 北区新琴似まちづくりセンター
- 北警察署新琴似交番
- 北消防署新琴似出張所
- 札幌市水道局北部水道センター
- 札幌市下水道科学館
- 札幌市立新琴似小学校
- 札幌市立新琴似中学校
- 札幌北郵便局
- 札幌麻生郵便局
- 札幌新琴似郵便局
- 北海道労働金庫札幌麻生支店
- 北海道信用金庫新琴似支店
- 北洋銀行麻生支店・新琴似支店
- 北海道銀行麻生支店
- 北陸銀行麻生支店
- 札幌市農業協同組合（JAさっぽろ）新琴似支店
- 新琴似屯田兵中隊本部
- 新琴似神社
- 札幌市北区体育館
- 札幌市麻生球場
- 札幌市新琴似図書館
- プラザ新琴似
- イオン札幌麻生店
- マックスバリュ新琴似店
- ニトリ本社・本店
- セカンドストリート新琴似店
- 北大学力増進会札幌北本部、スポーツクラブZip麻生
- 北海道中央バス（新川、石狩）「新琴似駅前」・「新琴似駅通」停留所[16][17]
- 北札幌病院

## その他

### 石像「新ちゃん」

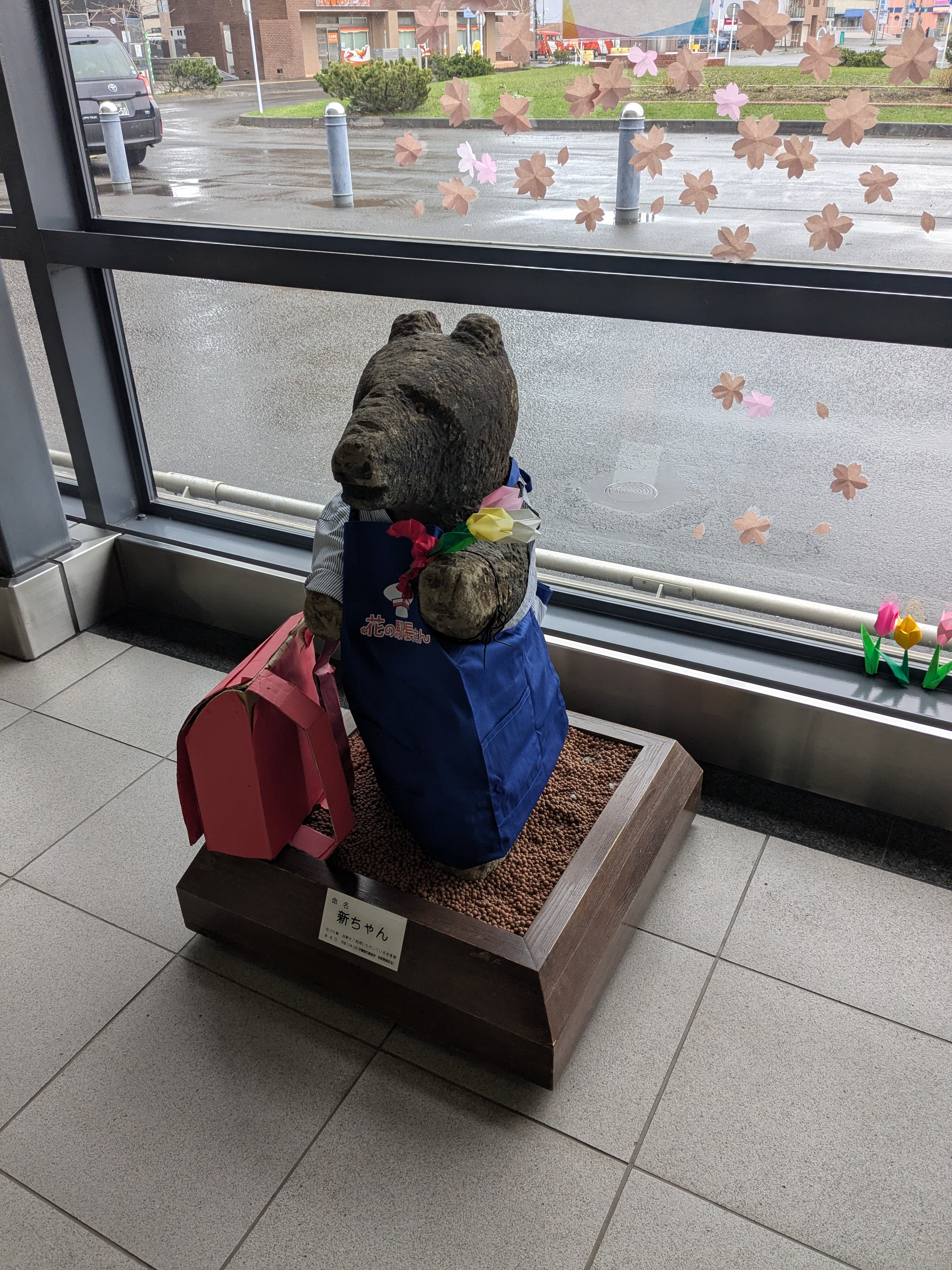
熊の石像「新ちゃん」。季節の衣装で装飾されている。（2025年4月27日）

待合室内に石でできた熊の像「新ちゃん」が置かれている。名前は「新琴似」の「新」に由来し、季節ごとに衣装の着せ替えも行われている。
もともとは旧駅の駅本屋側ホーム（札幌方面ホーム）にあったもので、材質は札幌軟石ではないかとされている。遅くとも1976年（昭和51年）には駅に設置されていたことが確認されているが、設置の経緯は不明である。
高架新駅完成後は、撤去が計画されていたが、地元住民からの要望により、待合室内に移設されている。

## 隣の駅
北海道旅客鉄道（JR北海道）
■札沼線（学園都市線）
新川駅 (G04) - 新琴似駅 (G05) - 太平駅 (G06)

### かつて存在した路線
札幌市電
鉄北線
北24条停留場 - 新琴似駅前停留場